# Bucy-le-Roi
Bucy-le-Roi är en kommun i departementet Loiret i regionen Centre-Val de Loire strax norr Frankrikes mitt. Kommunen ligger i kantonen Artenay som tillhör arrondissementet Orléans. År 2022 hade Bucy-le-Roi 177 invånare.

## Befolkningsutveckling
Antalet invånare i kommunen Bucy-le-Roi
| Referens: INSEE |